# Quận Fairfax, Virginia
Quận Fairfax là một quận nằm trong Khối thịnh vượng chung Virginia ở Hoa Kỳ. Là một phần của vùng bắc Virginia, Quận Fairfax giáp cả Thành phố Alexandria và Quận Arlington và tạo thành một phần của vòng ngoại thành thủ đô Washington, D.C. Do đó, quận này mang tính chất của một vùng ngoại thành điển hình, với một số vùng đô thị và nông thôn.
Theo điều tra dân số năm 2010, dân số của quận Fairfax là 1.081.726. Vào năm 2019, nó được ước tính là 1.147.532, khiến nó trở thành khu vực pháp lý đông dân nhất của Khối thịnh vượng chung, với khoảng 13% tính theo dân số Virginia. Quận cũng là khu vực pháp lý đông dân nhất trong vùng đô thị Washington, với khoảng 20% dân số nếu tính vùng thống kê đô thị Hoa Kỳ (MSA), hay khoảng 13% dân số nếu tính theo vùng thống kê kết hợp (CSA). Trung tâm hành chính của quận nằm tại thành phố Fairfax mặc dù theo luật Virginia, thành phố Fairfax là một thành phố độc lập và không phải là một phần của Quận Fairfax.
Fairfax là quận đầu tiên của Hoa Kỳ đạt thu nhập hộ gia đình trung bình sáu con số (hơn 100,000) và có thu nhập hộ gia đình trung vị cấp quận cao thứ hai sau chỉ sau Quận Loudoun ở lân cận.
Quận là nơi đặt trụ sở của cộng đồng tình báo như Cơ quan Tình báo Trung ương, Cơ quan Tình báo Không gian-Địa lý Quốc gia, Văn phòng Trinh sát Quốc gia, cũng như Trung tâm Chống Khủng bố Quốc gia và Văn phòng Giám đốc Tình báo Quốc gia. Quận cũng là nơi đặt trụ sở của bảy công ty nằm trong danh sách Fortune 500, trong đó có ba công ty có địa chỉ tại Falls Church, mặc dù thành phố này được xem như là đô thị độc lập.

## Lịch sử
Quận này được đặt tên theo Thomas Fairfax, 6th Lord Fairfax of Cameron.

## Địa lý
Theo Cục điều tra dân số Hoa Kỳ, quận có diện tích km2, trong đó có km2 là diện tích mặt nước.

### Quận giáp ranh
- Thành phố Fairfax, Virginia - bao quanh bởi quận Fairfax
- Quận Loudoun, Virginia – tây bắc
- Quận Prince William, Virginia – tây nam
- Quận Charles, Maryland – nam
- Falls Church, Virginia - đông
- Quận Arlington, Virginia – đông
- Alexandria, Virginia - đông
- Quận Prince George's, Maryland – đông nam
- Quận Montgomery, Maryland – bắc

## Thông tin nhân khẩu
Theo điều tra dân số 2 năm 2000, quận đã có dân số 969.749 người, 350.714 hộ gia đình, và 250.409 gia đình sống trong quận hạt. Mật độ dân số là 2.455 người trên một dặm vuông (948/km ²). Có 359.411 đơn vị nhà ở mật độ trung bình của 910 trên một dặm vuông (351/km ²). Cơ cấu chủng tộc dân cư sinh sống trong quận này là:
- 72,91% người da trắng
- 8,83% da đen hay Mỹ gốc Phi
- 0,26% người Mỹ bản xứ
- 13,00% châu Á
- 0,07% đảo Thái Bình Dương
- 4,54% từ các chủng tộc khác
- 3,65% từ hai hoặc nhiều chủng tộc.
- 11,03% dân số gốc Tây Ban Nha hay châu Mỹ La Tinh đã được chủng tộc nào.

Năm 2000 có 350.714 hộ gia đình, trong đó 36,30% có trẻ em dưới 18 tuổi sống chung với họ, 59,40% là đôi vợ chồng sống với nhau, 8,60% có một chủ hộ nữ không có mặt chồng, và 28,60% là các gia đình không. 21,40% hộ gia đình đã được tạo ra từ các cá nhân và 4,80% có người sống một mình 65 tuổi hoặc lớn tuổi hơn là người. Cỡ hộ trung bình là 2,74 và cỡ gia đình trung bình là 3,20.
Sự phân bố tuổi là 25,40% dưới độ tuổi 18,% 7,50 18-24, 33,90% 25-44, 25,30% từ 45 đến 64, và 7,90% từ 65 tuổi trở lên người. Độ tuổi trung bình là 36 năm. Đối với mỗi 100 nữ có 98,60 nam giới. Đối với mỗi 100 nữ 18 tuổi trở lên, đã có 96,20 nam giới.
Thu nhập trung bình cho một hộ gia đình trong quận đạt 81.050 USD, và thu nhập trung bình cho một gia đình là 92.146 USD, trong một ước tính năm 2007, những con số này tăng lên tương ứng là 102.460 USD và 120.804 USD. Phái nam có thu nhập trung bình 60.503 USD so với 41.802 USD của phái nữ. Thu nhập bình quân đầu người là 36.888 USD. Có 3,00% gia đình và 4,50% dân số sống dưới mức nghèo khổ, trong đó có 5,20% những người dưới 18 tuổi và 4,00% của những người 65 tuổi hoặc hơn. Một báo cáo gần đây từ năm 2007 American Community Survey chỉ ra rằng đói nghèo ở Fairfax County, Virginia đã tăng lên 4,9%.
Đánh giá bằng thu nhập trung bình, Fairfax County là một trong những quận có thu nhập cao nhất trong nước trong nhiều năm. Tuy nhiên, trong điều tra dân số năm 2000 nó đã bị quận Douglas, Colorado vượt qua. Theo điều tra dân số của Cục điều tra dân số Hoa Kỳ trong năm 2005, quận đã có thu nhập trung bình cao thứ hai trong gia đình chỉ sau quận Loudoun, với mức 94.610 USD. Trong năm 2007, quận Fairfax giành lại vị trí của nó là quận giàu nhất ở Mỹ. Trong năm 2008, quận Loudoun đã giành lại vị trí đầu tiên, với quận Fairfax.

## Giáo dục
- Khu học chánh quận Fairfax